# Brimhall Nizhoni (Nuevo México)
Brimhall Nizhoni es un lugar designado por el censo ubicado en el condado de McKinley en el estado estadounidense de Nuevo México. En el Censo de 2010 tenía una población de 199 habitantes y una densidad poblacional de 4,71 personas por km².

## Geografía
Brimhall Nizhoni se encuentra ubicado en las coordenadas 35°47′31″N 108°37′47″O / 35.79194, -108.62972. Según la Oficina del Censo de los Estados Unidos, Brimhall Nizhoni tiene una superficie total de 42.24 km², de la cual 42.24 km² corresponden a tierra firme y (0 %) 0 km² es agua.

## Demografía
Según el censo de 2010, había 199 personas residiendo en Brimhall Nizhoni. La densidad de población era de 4,71 hab./km². De los 199 habitantes, Brimhall Nizhoni estaba compuesto por el 0 % blancos, el 0 % eran afroamericanos, el 99.5 % eran amerindios, el 0 % eran asiáticos, el 0 % eran isleños del Pacífico, el 0 % eran de otras razas y el 0.5 % pertenecían a dos o más razas. Del total de la población el 2.51 % eran hispanos o latinos de cualquier raza.